# Hypopta invida
Espèce
Hypopta invida est une espèce de lépidoptères (papillons) de la famille des Cossidae.

## Description
L'holotype de Hypopta invida, un mâle, mesure 31 mm.

## Taxonomie
Le nom valide complet (avec auteur) de ce taxon est Hypopta invida Dognin, 1916,.

### Publication originale
- Dognin, Hétérocères nouveaux de l'Amérique du Sud, vol. 4, Rennes, Oberthur, décembre 1916, 34 p. (lire en ligne), chap. 12, p. 28-29.